# عملة قرش أردني
تُعد عملة 1 قرش أردني أحد الفئات النقدية للدينار الأردني، وتُعد من الفئات الصُغرى في النظام النقدي المحلي، كان أول إصدار لهذه الفئة في عام 1994، وتبع ذلك إصدارات في الأعوام التالية: 1996، و2000، و2009، و2011، و2013.

## الإصدارات المعدنية
| \| \|                                                                       | \| \|                                                                       | \| \|                                                | \| \|                                                | \| \| |
| --------------------------------------------------------------------------- | --------------------------------------------------------------------------- | ---------------------------------------------------- | ---------------------------------------------------- | ----- |
| 1 قرش أردني معدني (1994)                                                    |                                                                             |                                                      |                                                      |       |
| الوجه : THE HASHEMITE KINGDOM OF JORDAN 1994مـ - 1414 هـ قرش واحد ONE QIRSH | الوجه : THE HASHEMITE KINGDOM OF JORDAN 1994مـ - 1414 هـ قرش واحد ONE QIRSH | العكس : الحسين بن طلال ملك المملكة الأردنية الهاشمية | العكس : الحسين بن طلال ملك المملكة الأردنية الهاشمية |       |
| الكتلة 5.6 غ                                                                | المعدن نحاس مطلي فولاذ                                                      | القطر 25 مم                                          | السُمك 1.5 مم                                         |       |
| المصمم(ون)                                                                  | المصمم(ون)                                                                  | الحواف ملساء                                         | الحواف ملساء                                         |       |
| الطرازات 1994                                                               | الطرازات 1994                                                               | القيمة الاسمية 0.01 دينار أردني                      | القيمة الاسمية 0.01 دينار أردني                      |       |
|                                                                             |                                                                             |                                                      |                                                      |       |

| \| \|                                                                        | \| \|                                                                        | \| \|                                                | \| \|                                                | \| \| |
| ---------------------------------------------------------------------------- | ---------------------------------------------------------------------------- | ---------------------------------------------------- | ---------------------------------------------------- | ----- |
| 1 قرش أردني معدني (1996)                                                     |                                                                              |                                                      |                                                      |       |
| الوجه : THE HASHEMITE KINGDOM OF JORDAN 1996 مـ - 1416 هـ قرش واحد ONE QIRSH | الوجه : THE HASHEMITE KINGDOM OF JORDAN 1996 مـ - 1416 هـ قرش واحد ONE QIRSH | العكس : الحسين بن طلال ملك المملكة الأردنية الهاشمية | العكس : الحسين بن طلال ملك المملكة الأردنية الهاشمية |       |
| الكتلة 5.6 غ                                                                 | المعدن نحاس مطلي فولاذ                                                       | القطر 25 مم                                          | السُمك 1.5 مم                                         |       |
| المصمم(ون)                                                                   | المصمم(ون)                                                                   | الحواف ملساء                                         | الحواف ملساء                                         |       |
| الطرازات 1996                                                                | الطرازات 1996                                                                | القيمة الاسمية 0.01 دينار أردني                      | القيمة الاسمية 0.01 دينار أردني                      |       |
|                                                                              |                                                                              |                                                      |                                                      |       |

| \| \|                                                                        | \| \|                                                                        | \| \|                                                           | \| \|                                                           | \| \| |
| ---------------------------------------------------------------------------- | ---------------------------------------------------------------------------- | --------------------------------------------------------------- | --------------------------------------------------------------- | ----- |
| 1 قرش أردني معدني (2000)                                                     |                                                                              |                                                                 |                                                                 |       |
| الوجه : THE HASHEMITE KINGDOM OF JORDAN 1421 هـ - 2000 مـ قرش واحد ONE QIRSH | الوجه : THE HASHEMITE KINGDOM OF JORDAN 1421 هـ - 2000 مـ قرش واحد ONE QIRSH | العكس : عبدالله الثاني ابن الحسين ملك المملكة الأردنية الهاشمية | العكس : عبدالله الثاني ابن الحسين ملك المملكة الأردنية الهاشمية |       |
| الكتلة 5.47 غ                                                                | المعدن نحاس مطلي فولاذ                                                       | القطر 25 مم                                                     | السُمك 1.75 مم                                                   |       |
| المصمم(ون)                                                                   | المصمم(ون)                                                                   | الحواف ملساء                                                    | الحواف ملساء                                                    |       |
| الطرازات 2000                                                                | الطرازات 2000                                                                | القيمة الاسمية 0.01 دينار أردني                                 | القيمة الاسمية 0.01 دينار أردني                                 |       |
|                                                                              |                                                                              |                                                                 |                                                                 |       |

| \| \|                                                                        | \| \|                                                                        | \| \|                                                           | \| \|                                                           | \| \| |
| ---------------------------------------------------------------------------- | ---------------------------------------------------------------------------- | --------------------------------------------------------------- | --------------------------------------------------------------- | ----- |
| 1 قرش أردني معدني (2009)                                                     |                                                                              |                                                                 |                                                                 |       |
| الوجه : THE HASHEMITE KINGDOM OF JORDAN 1430 هـ - 2009 مـ قرش واحد ONE QIRSH | الوجه : THE HASHEMITE KINGDOM OF JORDAN 1430 هـ - 2009 مـ قرش واحد ONE QIRSH | العكس : عبدالله الثاني ابن الحسين ملك المملكة الأردنية الهاشمية | العكس : عبدالله الثاني ابن الحسين ملك المملكة الأردنية الهاشمية |       |
| الكتلة 5.47 غ                                                                | المعدن نحاس مطلي فولاذ                                                       | القطر 25 مم                                                     | السُمك 1.75 مم                                                   |       |
| المصمم(ون)                                                                   | المصمم(ون)                                                                   | الحواف ملساء                                                    | الحواف ملساء                                                    |       |
| الطرازات 2009                                                                | الطرازات 2009                                                                | القيمة الاسمية 0.01 دينار أردني                                 | القيمة الاسمية 0.01 دينار أردني                                 |       |
|                                                                              |                                                                              |                                                                 |                                                                 |       |

| \| \|                                                                        | \| \|                                                                        | \| \|                                                           | \| \|                                                           | \| \| |
| ---------------------------------------------------------------------------- | ---------------------------------------------------------------------------- | --------------------------------------------------------------- | --------------------------------------------------------------- | ----- |
| 1 قرش أردني معدني (2011)                                                     |                                                                              |                                                                 |                                                                 |       |
| الوجه : THE HASHEMITE KINGDOM OF JORDAN 1432 هـ - 2011 مـ قرش واحد ONE QIRSH | الوجه : THE HASHEMITE KINGDOM OF JORDAN 1432 هـ - 2011 مـ قرش واحد ONE QIRSH | العكس : عبدالله الثاني ابن الحسين ملك المملكة الأردنية الهاشمية | العكس : عبدالله الثاني ابن الحسين ملك المملكة الأردنية الهاشمية |       |
| الكتلة 5.47 غ                                                                | المعدن نحاس مطلي فولاذ                                                       | القطر 25 مم                                                     | السُمك 1.75 مم                                                   |       |
| المصمم(ون)                                                                   | المصمم(ون)                                                                   | الحواف ملساء                                                    | الحواف ملساء                                                    |       |
| الطرازات 2011                                                                | الطرازات 2011                                                                | القيمة الاسمية 0.01 دينار أردني                                 | القيمة الاسمية 0.01 دينار أردني                                 |       |
|                                                                              |                                                                              |                                                                 |                                                                 |       |

| \| \|                                                                        | \| \|                                                                        | \| \|                                                           | \| \|                                                           | \| \| |
| ---------------------------------------------------------------------------- | ---------------------------------------------------------------------------- | --------------------------------------------------------------- | --------------------------------------------------------------- | ----- |
| 1 قرش أردني معدني (2013)                                                     |                                                                              |                                                                 |                                                                 |       |
| الوجه : THE HASHEMITE KINGDOM OF JORDAN 1434 هـ - 2013 مـ قرش واحد ONE QIRSH | الوجه : THE HASHEMITE KINGDOM OF JORDAN 1434 هـ - 2013 مـ قرش واحد ONE QIRSH | العكس : عبدالله الثاني ابن الحسين ملك المملكة الأردنية الهاشمية | العكس : عبدالله الثاني ابن الحسين ملك المملكة الأردنية الهاشمية |       |
| الكتلة 5.47 غ                                                                | المعدن نحاس مطلي فولاذ                                                       | القطر 25 مم                                                     | السُمك 1.75 مم                                                   |       |
| المصمم(ون)                                                                   | المصمم(ون)                                                                   | الحواف ملساء                                                    | الحواف ملساء                                                    |       |
| الطرازات 2013                                                                | الطرازات 2013                                                                | القيمة الاسمية 0.01 دينار أردني                                 | القيمة الاسمية 0.01 دينار أردني                                 |       |
|                                                                              |                                                                              |                                                                 |                                                                 |       |

## روابط خارجية
- اصدارت اوراق النقد - البنك المركزي الأردني